# Matthias Rusterholz
Matthias Rusterholz (Herisau, 16 agosto 1971) è un ex velocista svizzero.

## Palmarès

### Europei
- 1 medaglia:
  - 1 bronzo (Helsinki 1994 nei 400 m piani)

### Coppa del mondo
- 1 medaglia:
  - 1 bronzo (Londra 1994 nella staffetta 4x400 m)